# La notte/Te lo leggo negli occhi
La notte/Te lo leggo negli occhi è un singolo discografico split dei cantanti italiani Iva Zanicchi e Giorgio Gaber pubblicato su 45 giri tascabile nel 1965.

## Tracce
1. Iva Zanicchi – La notte (Adamo)
2. Giorgio Gaber – Te lo leggo negli occhi (Sergio Bardotti e Sergio Endrigo)